# Ed Banger Records
Ed Banger Records es un sello francés de música electrónica dirigido por Pedro Winter (Busy P). Fue fundado en 2003 como una división de Headbangers Entertainment. Es la discográfica de los siguientes grupos electrónicos franceses: Justice, SebastiAn, Mr. Oizo, Breakbot, Uffie, Cassius, Krazy Baldhead, DJ Mehdi, Mr. Flash, Boston Bun, Myd, Borussia, Vicarious Bliss, So Me, DJ Feadz, DSL, Carte Blanche, Handbraekes, Mickey Moonlight, y el mismo Busy P. La mayoría de los vídeos musicales y portadas de Ed Banger Records son creadas por So Me.
La etiqueta disfrutó de un aumento espectacular de su fama a principios de 2007, cuando varios de los artistas que habían firmado con Ed Banger Records encontraron renombre entre el público menos especializado, sobre todo el grupo francés electrónico Justice, cuyo remix de "Never Be Alone", de la ahora extinta banda de electro-rock Simian (cuyos miembros se convertirían más tarde en Simian Mobile Disco), entró en las listas británicas en el puesto 20. El tema fue un éxito en los clubes de todo el mundo. El vídeo musical para el sencillo ganó el premio al mejor vídeo en los MTV Europe Music Awards de 2006. Uffie también disfrutó de un aumento de la fama a finales de 2006 cuando su sencillo, "Pop the Glock", aumentó su popularidad y se reprodujo en radios de todo el mundo. En junio del 2010 Ed Banger Records publicó un documental de siete episodios para celebrar su séptimo aniversario.

## Discografía
| Discografía Ed Banger Records | Discografía Ed Banger Records           | Discografía Ed Banger Records                         | Discografía Ed Banger Records | Discografía Ed Banger Records |
| Fecha de Lanzamiento          | Artista                                 | Nombre del Disco                                      | Formato                       | Número de Catalogación        |
| ----------------------------- | --------------------------------------- | ----------------------------------------------------- | ----------------------------- | ----------------------------- |
| 21 de marzo de 2003           | Mr. Flash / A Bass Day                  | Radar Rider / F.I.S.T split                           | (12")                         | ED 001                        |
| 23 de septiembre de 2003      | Justice vs Simian & Gambit/Espion       | Never Be Alone                                        | (12")                         | ED 002                        |
| 23 de febrero de 2005         | Vicarious Bliss                         | Theme From Vicarious Bliss                            | 12"                           | ED 003                        |
| 9 de julio de 2005            | Krazy Baldhead                          | Bills Break                                           | 12"                           | ED 004                        |
| 18 de febrero de 2005         | Mr. Flash                               | Monsieur Sexe                                         | CD                            | EDCD 001                      |
| 14 de septiembre de 2005      | Justice                                 | Waters of Nazareth                                    | 12"                           | ED 005                        |
| 11 de marzo de 2005           | SebastiAn                               | Smoking Kills                                         | 12"                           | ED 006                        |
| 14 de octubre de 2005         | SebastiAn / Krazy Baldhead              | Hal / Time.Period                                     | 7"                            | LTED 002                      |
| 2 de diciembre de 2005        | Zongamin                                | Bongo Song                                            | 12"                           | ED 007                        |
| 27 de febrero de 2006         | Uffie                                   | Pop the Glock/Ready to Uff                            | 12"                           | ED 008                        |
| 28 de abril de 2006           | Justice                                 | Waters Of Nazareth                                    | 12"                           | BEC 577200                    |
| 29 de abril de 2006           | Justice                                 | Waters Of Nazareth                                    | CD sencillo de 6 tracks       | BEC 5772007                   |
| 25 de mayo de 2006            | DJ Mehdi                                | I Am Somebody                                         | 12"                           | ED 009                        |
| 6 de julio de 2006            | Mr. Flash feat TTC                      | Champions                                             | 12"                           | ED 010                        |
| 1 de septiembre de 2006       | SebastiAn                               | "Ross Ross Ross"                                      | 12"                           | ED 011                        |
| 9 de noviembre de 2006        | DJ Mehdi                                | Lucky Boy                                             | LP                            | 6143676                       |
| 6 de diciembre de 2006        | Varios artistas                         | Ed Rec Vol. 1                                         | CD de mezclas                 | .                             |
| 6 Diciembere 2006             | Varios artistas                         | Ed Rec Vol. 1                                         | 2xLP                          | .                             |
| 30 de noviembre de 2007       | DJ Mehdi                                | Lucky Boy                                             | CD                            | 3117172                       |
| 30 de noviembre de 2007       | DJ Mehdi                                | Lucky Boy                                             | LP                            | .                             |
| 1 de diciembre de 2007        | Uffie                                   | Hot Chick/In Charge                                   | 12"                           | ED 012                        |
| 11 de enero de 2007           | Krazy Baldhead                          | Dry Guillotine EP                                     | 12"                           | ED 013                        |
| 26 de enero de 2007           | Justice                                 | Phantom                                               | etched 12"                    | ED 014ADV                     |
| 2 de marzo de 2007            | Busy P                                  | Rainbow Man                                           | 12"                           | ED 014                        |
| 14 de marzo de 2007           | DJ Mehdi                                | Lucky Girl EP                                         | 12"                           | ED 015                        |
| 16 de marzo de 2007           | Varios artistas                         | Ed Rec Vol. 2                                         | CD de mezclas                 | BEC 5772081                   |
| 17 de marzo de 2007           | Varios artistas                         | Ed Rec Vol. 2                                         | 2xLP                          | BEC 5772082                   |
| 4 de mayo de 2007             | DJ Mehdi                                | Lucky Boy At Night                                    | CD                            | BEC 5772085                   |
| 4 de mayo de 2007             | Justice                                 | D.A.N.C.E.                                            | 12"                           | ED 017                        |
| 8 de junio de 2007            | Mr Oizo                                 | Transexual (EP)                                       | 12"                           | ED 016                        |
| 9 de junio de 2007            | Justice                                 | D.A.N.C.E.                                            | 7"                            | BEC 5772111                   |
| 9 de junio de 2007            | Justice                                 | D.A.N.C.E.                                            | CD sencillo                   | BEC 5772072                   |
| 16 de junio de 2007           | Justice                                 | †                                                     | CD                            | BEC 5772108                   |
| 16 de junio de 2007           | Justice                                 | †                                                     | CD de edición limitada        | BEC 5772109                   |
| 22 de junio de 2007           | Justice                                 | †                                                     | 2xLP                          | BEC 5772110                   |
| 29 de junio de 2007           | Uffie                                   | Suited and Looted                                     | 12"                           | ED 018                        |
| 27 de julio de 2007           | Justice                                 | D.A.N.C.E. (Remixes)                                  | 12"                           | ED 019                        |
| 12 de octubre de 2007         | SebastiAn                               | Walkman (Re-Edit)                                     | 12"                           | BEC 5772152                   |
| 3 de noviembre de 2007        | Justice                                 | D.A.N.C.E.                                            | CD sencillo                   | BEC 5772162                   |
| 3 de noviembre de 2007        | Sébastien Tellier / Mr Oizo / SebastiAn | Steak OST                                             | CD                            | BEC 5772112                   |
| 28 de noviembre de 2007       | Justice                                 | Phantom                                               | 12"                           | BEC 5772169                   |
| 29 de febrero de 2008         | DSL                                     | Invaders                                              | 12"                           | ED 020                        |
| 19 de marzo de 2008           | Feadz                                   | Happy Meal EP                                         | 12"                           | ED 021                        |
| 16 de abril de 2008           | Justice                                 | DVNO                                                  | 12"                           | ED 023                        |
| 30 de abril de 2008           | SebastiAn                               | Motor                                                 | 12"                           | ED 022                        |
| 2 de junio de 2008            | Varios artistas                         | Ed Rec Vol. 3                                         | 2xLP                          | BEC 5772324                   |
| 6 de junio de 2008            | Varios artistas                         | Ed Rec Vol. 3                                         | Mixed CD                      | BEC 5772323                   |
| 20 de junio de 2008           | Varios artistas                         | Ed Rec Vol. 3                                         | 6xLP                          | BEC 5772338                   |
| 4 de julio de 2008            | Busy P                                  | Pedrophilia                                           | 12" picture disc              | ED 024                        |
| 8 de septiembre de 2008       | SebastiAn                               | Remixes                                               | CD                            | ED 025                        |
| 17 de noviembre de 2008       | Mr Oizo                                 | Lambs Anger                                           | CD                            | ED 026                        |
| 20 de noviembre de 2008       | Mr Oizo                                 | Positif EP                                            | 12"                           | ED 027                        |
| 16 de marzo de 2009           | Mr Oizo                                 | Pourriture EP                                         | 12"                           | ED 028                        |
| 11 de mayo de 2009            | Krazy Baldhead                          | The B-Suite                                           | CD                            | ED CD 009                     |
| 6 de julio de 2009            | Feadz                                   | P*N*M*B EP                                            | 12"                           | ED 029                        |
| 6 de julio de 2009            | DSL                                     | Stupid Bitches                                        | 12"                           | ED 031                        |
| 6 de julio de 2009            | DJ Mehdi                                | Red Black & Blue                                      | CD                            | ED 030                        |
| 30 de noviembre de 2009       | Uffie                                   | Pop the Glock                                         | 12"                           | ED 032                        |
| 1 de febrero de 2010          | Uffie                                   | MC's Can Kiss                                         | 12"                           | ED 033                        |
| 14 de febrero de 2010         | Breakbot                                | Baby I'm Yours                                        | 12"                           | ED 034                        |
| 17 de mayo de 2010            | Uffie                                   | ADD SUV                                               | 12"                           | ED 035                        |
| 15 de junio de 2010           | Uffie                                   | Sex Dreams and Denim Jeans                            | CD                            | ED???                         |
| 2010                          | Mr. Oizo, Justice and Cassius           | Rubber Soundtrack                                     | CD                            | ED???                         |
| 2010                          | SebastiAn                               | (Banda Sonora para un próximo filme de Romain Gavras) | CD                            | ED???                         |
| 24 de octubre de 2011         | Justice                                 | "Audio, Video, Disco"                                 | CD                            | ED???                         |
| 11 de noviembre de 2011       | Mr. Oizo                                | "Stade 2"                                             | CD                            | ED???                         |
| 25 de abril de 2012           | Mr. Oizo                                | "Stade 3"                                             | EP                            | ED???                         |
|                               |                                         |                                                       |                               |                               |

- Datos: Q616975
- Multimedia: Ed Banger Records / Q616975